# Dole Food Company

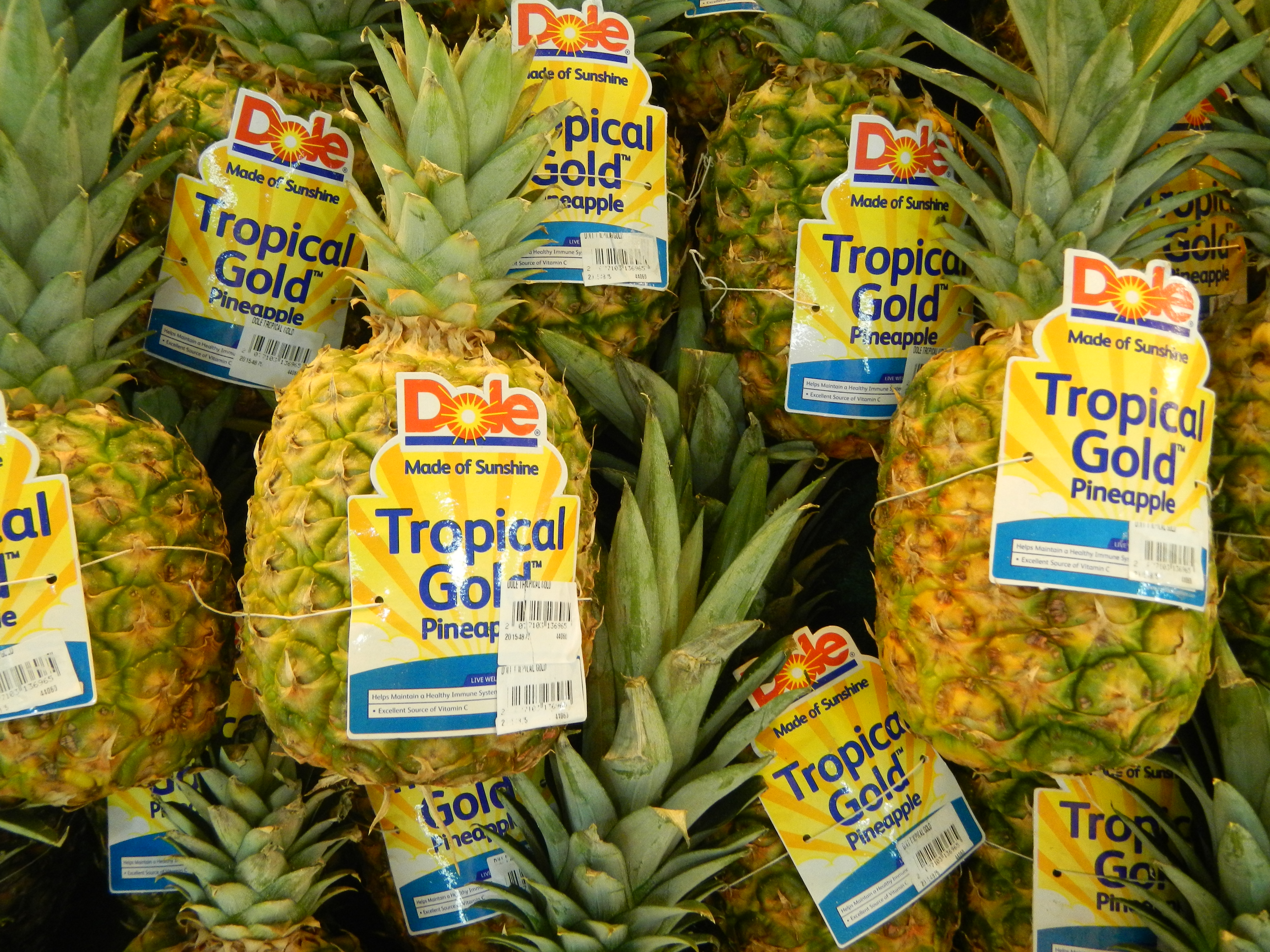
Ananas prodotte dalla Dole

Dole Food Company Inc. (chiamata spesso semplicemente Dole e precedentemente denominata Standard Fruit Company) è una multinazionale agricola statunitense con sede a Westlake Village, California. È il più grande produttore di frutta e verdura al mondo. Commercializza prodotti come banane, ananas, uva, fragole, insalate e succhi di frutta. Possiede anche una compagnia di navigazione, la Dole Ocean Cargo Express.
Il presidente di Dole ha fondato il Dole Nutrition Institute, una fondazione per la ricerca e l'educazione nutrizionale.

## Storia
L'azienda nasce per opera della fusione delle attività alimentari della Castle & Cooke di Samuel Northrup Castle e Amos Starr Cooke e della Hawaiian Pineapple Company di James Dole. Nel 1932 la Castle & Cooke acquistò il 21% della società di James Dole, acquisendone poi il pieno controllo durante gli anni '60 e dandole il nome attuale. Attualmente l'azienda è la più grande produttrice di frutta del mondo, ha superato la Chiquita Brands International, ed è presente in novanta paesi del mondo.